# قند موجود در شراب

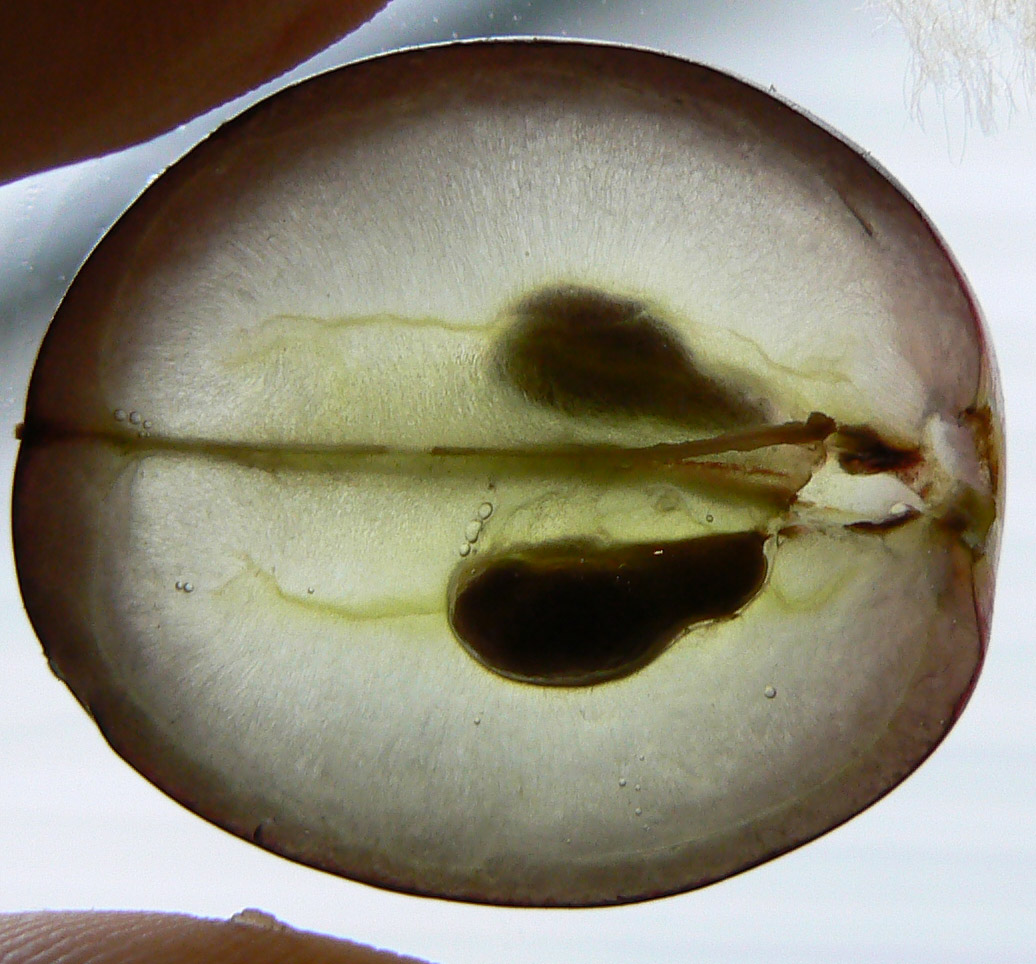
قندهای موجود در انگور همراه با آب، اسیدهای آلی و سایر ترکیبات در پالپ ذخیره می‌شوند.

قند موجود در شراب در مرکز چیزی است که فرایند شراب سازی را ممکن می‌کند. در طی فرایند تخمیر، قندهای انگور شرابی شکسته شده و توسط مخمر به الکل (اتانول) و دی‌اکسید کربن تبدیل می‌شود. انگورها قندها را در حین رشد روی درخت انگور از طریق جابجایی مولکول‌های ساکارز که در اثر فتوسنتز از برگ‌ها تولید می‌شوند، جمع می‌کنند. در طول رسیدن مولکول‌های ساکارز توسط آنزیم اینورتاز به گلوکز و فروکتوز هیدرولیز (جداسازی) می‌شوند. تا زمان برداشت، بین ۱۵ تا ۲۵ درصد انگور از قندهای ساده یا مونوساکاریدها تشکیل می‌شود.
گلوکز و فروکتوز هر دو قندهای شش کربنه هستند اما قندهای سه، چهار، پنج و هفت کربنه نیز در انگور وجود دارند. همه قندها قابل تخمیر نیستند، قندهایی مانند آرابینوز پنج کربنه، رامنوز و زایلوز پس از تخمیر همچنان در شراب وجود دارند. محتوای قند بسیار بالا به محض رسیدن به مقدار مشخصی (بالا) الکل، مخمر را به‌طور مؤثر از بین می‌برد.
نقش شکر در تعیین محتوای الکل نهایی شراب گاهی شراب‌سازان را تشویق می‌کند تا شکر (معمولاً ساکارز) را در طول شراب‌سازی در فرآیندی که به عنوان چاپالیزاسیون شناخته می‌شود، صرفاً به منظور افزایش محتوای الکل اضافه کنند. - چوپالیزه کردن شیرینی شراب را افزایش نمی‌دهد.